# Stazione di Mellitto
La stazione di Mellitto è una stazione ferroviaria situata tra la stazione di Toritto e quella di Pescariello sulla ferrovia Bari-Matera delle Ferrovie Appulo Lucane (FAL).
La stazione si trova a Mellitto, frazione del comune di Grumo Appula. Il traffico è ridotto, in quanto Mellitto è un luogo di villeggiatura estiva.